# Beck's
Beck's (ufficialmente "Brauerei Beck & Co KG") è un birrificio tedesco.

## Storia
La storia del birrificio inizia il 27 giugno 1873, quando tre uomini, il maestro birraio Heinrich Beck e i due imprenditori Lüder Rutenberg e Thomas May, fondarono a Brema la Kaiserbrauerei Beck & May o.H.G. L'alta qualità della birra prodotta portò già l'anno successivo un primo riconoscimento: presentata alla Mostra Internazionale dell'Agricoltura, tenutasi a Brema nel 1874, il futuro imperatore Federico III di Germania conferì alla Beck la medaglia d'oro.
Nel 1875 May abbandonò l'impresa, che venne ribattezzata quindi Kaiserbrauerei Beck & Co. Con il 1876 arrivò anche il secondo riconoscimento internazionale: all'esposizione mondiale di Filadelfia, la Beck presentò la sua nuova birra, rinnovata nella conservabilità, più duratura e quindi maggiormente disponibile per l'esportazione oltreoceano; dato che la fabbrica della Beck's si trovava nei pressi del fiume Weser, che scorre accanto a Brema, era facile commerciare per nave la birra nel mondo intero e diventare una potenza internazionale nel campo. Fu nel 1886 che, grazie alla Reichspostdampferlinie, la rotta che univa l'Europa con l'Estremo oriente, la birra completò la sua capacità di distribuzione a livello internazionale.
Alla fine del XIX secolo l'azienda tedesca, grazie al successo internazionale e ad un contratto stipulato con la flotta Lloyd che garantiva l'esclusiva sulle sue navi, cominciò a crescere e a tecnologizzare la sua fabbrica,
Con l'avvento del nuovo secolo, l'azienda dovette far fronte ai due conflitti mondiali; la grande guerra bloccò le esportazioni, facendo calare la produzione; per ovviare al problema la società delocalizzò la sua produzione in oriente (Singapore, Giava, Giappone): queste installazioni industriali si aggiungevano alla fabbrica in Africa del Sud-Ovest, oggi Namibia, costruita quando il paese africano era colonia tedesca. Il secondo dopoguerra portò nuove espansioni per l'azienda, la quale, oltre a cominciare ad affacciarsi sul mondo pubblicitario, raggiunse nuovi stati: fra gli altri, la Beck's cominciò ad essere venduta in Italia (1950), ma soprattutto in Germania (la Beck's infatti, fino al 1949, era esclusivamente una birra da esportazione).
Il nuovo millennio vede, nel 2002, l'acquisto dell'azienda da parte della società belga Interbrew, al prezzo di 1,8 miliardi di €; nello stesso anno nasce la Beck's Italia s.r.l.: la società cambierà denominazione nel 2004, diventando Interbrew Italia s.r.l.

## Design

Il logo classico

Il marchio classico della Beck's nasce nel 1876 per caratterizzare la birra all'expo di Philadelphia: esso è formato da una chiave, lo stemma di Brema, dalla scritta "Beck's" su sfondo nero, e dalle due medaglie vinte a Brema nel 1874 e a Philadelphia nel 1876; il tutto è circondato da una fascia ovale rossa contenente la scritta "Brauerei Beck & Co. - Bremen Germany". Il logo è ancor oggi usato, sebbene con qualche ritocco grafico e con piccole modifiche per caratterizzare il prodotto: spesso, per esempio, le due medaglie lasciano il posto al nome della birra (Gold, Non Alcoholic, ecc.…). Da qualche anno viene usato anche un marchio più minimalista dove compaiono solo la chiave e la scritta "Beck's".
Per quanto riguarda la bottiglia, una particolarità è il fatto che la Beck's sia stata la prima birreria tedesca ad usare bottiglie verdi, per evitare che la birra acquisisse un gusto cattivo se esposta alla luce del sole o illuminazioni fluorescenti. L'idea è nata dall'utilizzo di tale colore per le bottiglie di vino; la società chiese ad una bottiglieria di Nienburg specializzata nel campo delle bottiglie per vini, di creare una bottiglia di vetro verde per la Beck's.

## Produzione

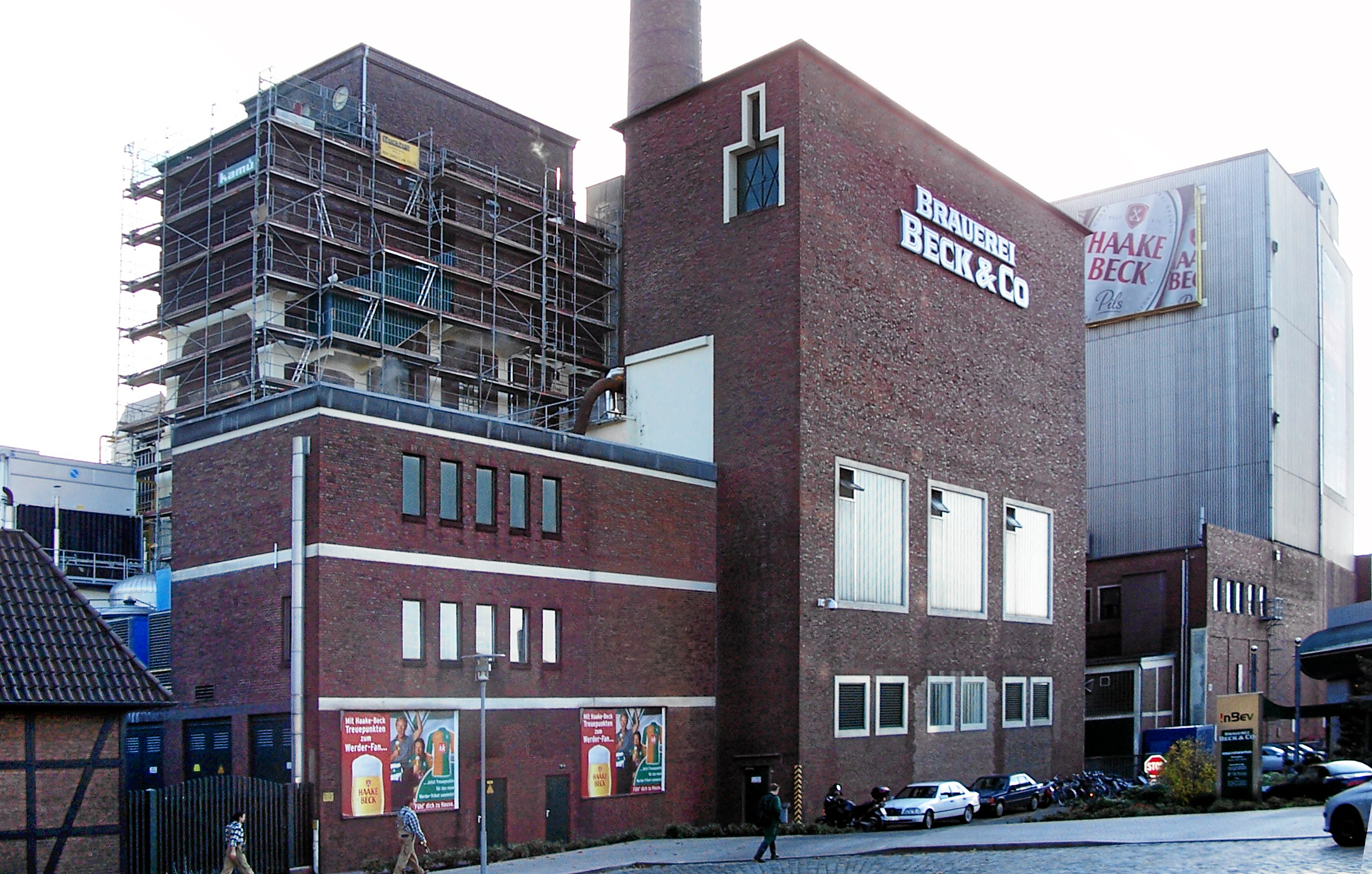
La fabbrica della Beck's a Brema

L'azienda Beck's è famosa soprattutto per la sua birra lager Pilsener prodotta con i seguenti ingredienti: orzo del sud dell'Inghilterra, un lievito speciale, acqua dei ghiacciai del "Rotenburger Rinne," luppolo dei famosi "Hallertau Hop Gardens" nel sud della Germania. Beck's pubblicizza molto il fatto di attenersi severamente alla Reinheitsgebot, la legge tedesca sulla purezza del 1516. Come in tutte le birre moderne, il lievito è un ingrediente che fu approvato più tardi in un emendamento alla legge sulla purezza originale. La Reinheitsgebot del 1516 è frequentemente citata nel materiale pubblicitario della Beck's.
La Beck's è stata prodotta per molti anni, oltre che in Germania, anche in Namibia, che fino alla prima guerra mondiale è stata una colonia tedesca. È stata prodotta anche in Bulgaria, Australia, Ucraina, Serbia, Montenegro, Cina, Nigeria, Romania, Turchia e Bosnia ed Erzegovina.

## Varietà
Sebbene il cavallo di battaglia sia la Pilsner, la gamma di birre in produzione varia sia per tipologie che per aromatizzazioni, per raggiungere nuovi segmenti di clientela. In Italia sono disponibili:
- Original Pils (1873): variante pilsner da 5,0%. Confezionata in bottiglia verde con ovale rosso.
- Blue (1993): variante analcolica (0,3%), prodotta estraendo l'alcol soltanto dopo che è avvenuta la maturazione. Confezionata in bottiglia verde con ovale blu.
- Next (o Gold) (2008):  variante pilsner da 5,0%, dal gusto meno amaro. Confezionata in bottiglia bianca con ovale nero.
- Green Lemon (2012): variante radler da 2,5%. Confezionata in bottiglia bianca con ovale lime.
- London Pale Ale (o Pale Ale) (2015): variante american pale ale da 6,3%.
- Berlin Golden Bock (2017): variante bock da 7,2%.

Altre Beck's normalmente non disponibili in Italia sono:
- Dark: la dunkel dell'azienda tedesca, presentata in bottiglia scura ed etichetta rossa (4,8%).
- Oktoberfest: variante Märzen ambrata e più ricca di malto, è disponibile solamente durante il periodo settembre-ottobre (5,6%).
- Level 7: lager aromatizzata alle erbe (2,5%).
- Chilled Orange: lager aromatizzata all'arancia (2,5%).
- Ice: lager aromatizzata alla menta e lime (2,5%).
- Red Holunder: lager aromatizzata ai frutti rossi e sambuco (2,5%).
- Green Lemon Zero: variante Radler analcolica.
- Light (2005): variante pilsner da 2,3%, con un apporto calorico di 64 calorie. Confezionata in bottiglia verde con ovale argentato.
- Amber Lager (2015): variante lager ambrata da 5,7%.
- 1873 Pils (2015): variante da 6,0% prodotta secondo la ricetta originale del 1873
- Red Ale (2016): variante irish red ale da 4,5%.

## Pubblicità
L'avvicinamento fra la Beck's e il mondo pubblicitario inizia negli anni cinquanta, con apparizioni su riviste tedesche, per arrivare a vere e proprie campagne pubblicitarie. La più nota è del 1984, la campagna con il veliero "Alexander von Humboldt", il trealberi con le vele verdi, accompagnata dalle note di Sail Away interpretata da Hans Hartz; nel 1993 giungerà anche in Italia nella versione con la colonna sonora ricantata lo stesso anno da Joe Cocker. Nel 2004 la Beck's ha iniziato la nuova campagna "Life is what you choose", basata sulla possibilità di scelta; la campagna presenta frasi ad effetto come "Live or exist. You have the key", mostrando due porte, una argentata ed una rossa (i colori del marchio), e la chiave, simbolo della azienda, e sottolineando la scelta filosofica della società di rispettare la tradizione e la qualità del suo prodotto.
Dal 2000 al 2004 la Beck's ha sponsorizzato la scuderia Jaguar Racing per il mondiale di formula 1, e la Aprilia nel motomondiale.
Sempre nel 2000, la beck's ha cominciato a finanziare il "Beck's Future", concorso di arte moderna, e nel 2006,  il "Beck's Fusion", un festival musicale; il festival ha dato origine al "Beck's Studio", un concorso musicale per nuovi artisti, i cui vincitori potranno partecipare al Beck's Fusion.